# Cali Rešef
Cali Rešef (hebrejsky: צלי רשף, plným jménem Becal'el Rešef, בצלאל רשף) je izraelský politik a bývalý poslanec Knesetu za Stranu práce.

## Biografie
Narodil se 23. června 1953. Vystudoval právo na Hebrejské univerzitě a další právní vzdělání získal na Harvardově univerzitě. Pracoval jako právník. Hovoří hebrejsky a anglicky.

## Politická dráha
V izraelském parlamentu zasedl po volbách do Knesetu v roce 1999, v nichž nastupoval za stranu Jeden Izrael, do níž se tehdy začlenila Strana práce. Mandát ale získal až dodatečně v srpnu 2002, poté co rezignoval poslanec Ra'anan Kohen. Po několik měsíců zbývajících do voleb se zapojil do práce parlamentního finančního výboru a výboru House Committee.
Ve volbách do Knesetu v roce 2003 mandát nezískal.